# Роджер Гант
Роджер Гант (англ. Roger Hunt; 20 липня 1938, Голборн — 27 вересня 2021) — англійський футболіст, нападник.
Насамперед відомий виступами за клуб «Ліверпуль», а також за національну збірну Англії.
Дворазовий чемпіон Англії. Володар Кубка Англії. Триразовий володар Суперкубка Англії з футболу. У складі збірної — чемпіон світу.

## Клубна кар'єра
Вихованець футбольної школи клубу «Стоктон Гед».
У дорослому футболі дебютував у 1959 році виступами за команду клубу «Ліверпуль», в якій провів десять сезонів, взявши участь у 404 матчах чемпіонату. Більшість часу, проведеного у складі «Ліверпуля», був гравцем атакувальної ланки команди. У складі «Ліверпуля» був одним з головних бомбардирів команди, маючи середню результативність на рівні 0,61 голу за гру першості. За цей час двічі виборював титул чемпіона Англії, ставав володарем Кубка Англії, володарем Суперкубка Англії з футболу (тричі).
Завершив професійну ігрову кар'єру у клубі «Болтон Вондерерз», за команду якого виступав протягом 1969—1972 років.

## Виступи за збірну
У 1962 році дебютував в офіційних матчах у складі національної збірної Англії. Протягом кар'єри у національній команді, яка тривала 8 років, провів у формі головної команди країни 34 матчі, забивши 18 голів.
У складі збірної був учасником чемпіонату світу 1962 року у Чилі, чемпіонату світу 1966 року в Англії, здобувши того року титул чемпіона світу, чемпіонату Європи 1968 року в Італії, на якому команда здобула бронзові нагороди.

## Титули і досягнення
- Чемпіон Англії (2):

«Ліверпуль»: 1963–64, 1965–66
- Володар Кубка Англії (1):

«Ліверпуль»: 1964–65
- Володар Суперкубка Англії з футболу (3):

«Ліверпуль»: 1964, 1965, 1966
- Чемпіон світу (1):

1966